# 茂南开发区
茂南开发区，全称茂名市茂南城郊经济开发试验区，是中国广东省茂名市茂南区的一个开发区，1992年10月设立，爲與街道同级的功能區。茂南经济开发区下辖9个社区，总人口3.1万人。
辖区原属站前街道。2007年2月8日，正式从站前街道析置城南街道。